# 1918 en droit
Cet article présente les faits marquants de l'année 1918 en droit.

## Événements

### Mars
- 3 mars : signature du traité de Brest-Litovsk entre les Russes et la Triplice.

### Avril
- 9 avril : union entre la Roumanie et la première République de Moldavie.

### Mai
- 7 mai : signature du traité de Bucarest entre la Roumanie et les Empires centraux (Triplice), après l'armistice du 9 décembre 1917, entre ces mêmes belligérants. L'abrogation de ce traité a été ensuite l'une des conditions de l'armistice du 11 novembre 1918.

### Octobre
- 28 octobre : proclamation de l'indépendance de la Tchécoslovaquie.
- 29 octobre : proclamation de l'indépendance de l'État des Slovènes, Croates et Serbes.
- 31 octobre : dénonciation du traité de paix signé le 7 mai par la Roumanie, nouvelle déclaration de guerre aux États de la Triplice, dans le cadre du conflit mondial.

### Novembre
- 4 novembre : signature de l'armistice avec l'Autriche-Hongrie à Villa Giusti, dans le nord de l'Italie
- 11 novembre : 
  - signature de l'armistice par le gouvernement de la nouvelle République allemande, proche de Rethondes. Il met fin aux combats de la Première Guerre mondiale. Les traités de paix, comme celui de Versailles, seront signés l'année suivante;
  - proclamation de l'indépendance de la Pologne par Józef Piłsudski.
- 12 novembre : 
  - abdication de l'Empereur austro-hongrois Charles Ier d'Autriche;
  - proclamation de la République d'Autriche.
- 16 novembre : proclamation de la République démocratique hongroise.